# Organización de Telecomunicaciones de Iberoamérica
La Organización de Telecomunicaciones de Iberoamérica (OTI) (anteriormente llamada Organización de Televisión Iberoamericana) es una organización de cadenas de televisión en Latinoamérica, Estados Unidos, España y Portugal. Su meta era fomentar las relaciones entre televisoras en la región. Dentro de sus actividades, compartía programación noticiosa, cultural, educativa y deportiva entre sus miembros. Ahora es un espacio de colaboración, diálogo, reflexión y acción para que las principales empresas de contenidos y de telecomunicaciones de Iberoamérica y Estados Unidos, contribuyan a promover el desarrollo de contenidos y el acceso a servicios de conectividad.

## Historia
La OTI fue fundada en la Ciudad de México el 19 de marzo de 1971 por Guillermo Cañedo de la Bárcena. Su estructura estaba compuesta por una Asamblea General y un Consejo Ejecutivo donde estaban representados sus miembros de manera proporcional a la cantidad de televisores por hogar que poseía cada país. Entre las actividades públicas de la OTI, la más conocida fue el Festival OTI de la Canción, que celebró 28 ediciones entre 1972 y 2000.[cita requerida]
Tenía un espacio informativo semanal llamado Servicios Informativos OTI para las cadenas públicas que empezó a emitirse el 10 de enero de 2000. En 2004, se creó un canal de televisión llamado Canal NOTIcias, en el cual se emitían los noticieros de los canales miembros de la OTI, el canal cesó sus transmisiones el 31 de marzo de 2008.
Esta organización ha transmitido los Juegos Olímpicos, (invierno y verano), las Copas Mundiales de Fútbol y los Juegos Panamericanos, entre otros eventos. Esta organización tenía acuerdos con la Fundación Para Una Vida Mejor, para sus espacios publicitarios en televisión.[cita requerida]
En abril de 2016 la OTI cambió de nombre a Organización de Telecomunicaciones de Iberoamérica, que ahora se dedica a hacer contenidos de telecomunicaciones.

## Directorio
El directorio de la OTI está encabezado por su presidente, Emilio Azcárraga Jean cargo que lo ostenta desde 1997, y su secretario general, Miguel Diez de Urdanivia.

## Miembros

### Miembros actuales
| País           | Canales / Holdings                                                                  |
| -------------- | ----------------------------------------------------------------------------------- |
| Latinoamérica  | AT&T (DirecTV) - Telefónica                                                         |
| Argentina      | Grupo Clarín                                                                        |
| Bolivia        | Red Uno - Unitel                                                                    |
| Brasil         | Grupo Bandeirantes                                                                  |
| Chile          | Mega - Chilevisión - Canal 13                                                       |
| Colombia       | Caracol Televisión - RCN Televisión                                                 |
| Costa Rica     | Teletica                                                                            |
| Ecuador        | Teleamazonas                                                                        |
| El Salvador    | Telecorporación Salvadoreña                                                         |
| Estados Unidos | Univisión - Telemundo                                                               |
| Honduras       | Corporación Televicentro                                                            |
| México         | Televisa - TV Azteca - SIPSE - Imagen - Radiorama - SKY México - Multimedios - Izzi |
| Panamá         | Medcom - TVN                                                                        |
| Perú           | América Televisión - Grupo ATV - Latina Televisión                                  |
| Venezuela      | Venevisión                                                                          |

### Miembros anteriores
| País                 | Canales / Holdings                                                         |
| -------------------- | -------------------------------------------------------------------------- |
| Argentina            | Radio y Televisión Argentina - América Televisión - Torneos y Competencias |
| Aruba                | Telearuba                                                                  |
| Bolivia              | América Televisión - Canal 7 TVB - Red ATB                                 |
| Brasil               | Grupo Globo - Rede Tupi                                                    |
| Chile                | Televisión Nacional de Chile - La Red - UCV Televisión                     |
| Canadá               | Telelatino                                                                 |
| Colombia             | Producciones PUNCH - RTI Televisión - Producciones JES - Datos y Mensajes  |
| Costa Rica           | Repretel                                                                   |
| Cuba                 | Instituto Cubano de Radio y Televisión                                     |
| Ecuador              | Ecuavisa - Gamavisión - RTS - TC Televisión                                |
| España               | Radiotelevisión Española                                                   |
| Guatemala            | Radio y Televisión de Guatemala - Televisiete                              |
| Guinea Ecuatorial    | TVGE                                                                       |
| Honduras             | VTV - Televisión Nacional de Honduras                                      |
| Nicaragua            | Grupo Ratensa - Telenica                                                   |
| Paraguay             | Trece - Telefuturo                                                         |
| Perú                 | Panamericana Televisión - TV Perú                                          |
| Portugal             | Radio y Televisión de Portugal                                             |
| Puerto Rico          | Telemundo                                                                  |
| República Dominicana | Rahintel - Telesistema 11                                                  |
| Uruguay              | Monte Carlo Televisión - Canal 10 - Teledoce                               |
| Venezuela            | RCTV - Meridiano Televisión                                                |

## Presidentes
- Guillermo Cañedo de la Bárcena (1971-1997)
- Emilio Azcárraga Jean (1997-presente)